# Tihomir Orešković
Tihomir "Tim" Orešković, född 1 januari 1966 i Zagreb i Jugoslavien (dagens Kroatien), är en kroatisk-kanadensisk företagsledare och finansdirektör. Den 22 januari–19 oktober 2016 var han Kroatiens premiärminister.

## Biografi
Orešković föddes år 1966 i Zagreb men härstammar från Lika. År 1989 tog han kemiexamen vid McMaster University i Kanada och år 1991 slutförde han en MBA-utbildning med inriktning på finanser och informationssystem vid samma universitet.
Orešković påbörjade sin yrkesbana år 1992 vid det amerikanska läkemedelsbolaget Eli Lilly and Company där han innehade olika tjänster inom ekonomi och internationella affärer. Han fortsatte därefter sin karriär inom det dåvarande kanadensiska läkemedelsbolaget Novopharm. År 2009 tillträdde han tjänsten som Plivas finansdirektör med ansvar för östra Europa.
Den 22 januari 2016 tillträdde han tjänsten som det självständiga Kroatiens ditintills förste teknokratiske premiärminister utan tidigare politisk erfarenhet. Den 16 juni 2016 hölls en misstroendeomröstning mot honom i det kroatiska parlamentet varpå det stod klart att hans regering förlorat förtroendet och nyval utlystes till den 11 september 2016. Den 19 oktober 2016 tillträdde regeringen Andrej Plenković med Andrej Plenković som ny regeringschef och premiärminister.
Han är gift med Sanja Dujmović Orešković. Tillsammans har paret två döttrar och två söner.